# Gregor Townsend
Gregor Peter John Townsend MBE (Galashiels, 26 d'abril de 1973), és un ex-jugador i entrenador de rugbi escocès. Actualment és l'entrenador de la Selecció de rugbi XV d'Escòcia. Townsend va representar tant la selecció escocesa com als British and Irish Lions, disputant 82 partits amb Escòcia (dues vegades com a capità) i 2 amb els Lions. Al llarg de la seva carrera va jugar amb clubs de rugbi d'Escòcia, Austràlia, Anglaterra, Sud-àfrica i França.

## Biografia
El primer equip de rugbi de Townsend va ser el Gala RFC, en el qual va jugar des de les categories inferiors. El seu primer partit amb Escòcia el va disputar el març de 1993. En el Cinc Nacions de 1999 va aconseguir un assaig contra cada una de les altres seleccions, convertint-se en el primer escocès a aconseguir aquesta fita des del 1925. Aquell any els escocesos s'alçarien amb el títol.
El 1995 Gregor va marxar al Northampton Saints, mentre que el 1998 fitxaria pel CA Brive. L'any 2000 canviaria d'equip per firmar pel Castres. El 2004, lliure per viatjar pel món després de retirar-se de la selecció, se'n va anar als Natal Sharks, de la llavors anomenada Super 12, i la temporada 2004–05 va jugar al Montpellier RC francès. Finalment va acabar als Border Reivers, la temporada 2005-06, on va ser jugador i entrenador.
L'any 2009 Townsend fou nomenat entrenador de la defensa de la selecció escocesa, mentre que l'any següent passà a ser l'entrenador de l'atac. El 2012 la Unió Escocesa de Rugbi el va nomenar entrenador dels Glasgow Warriors.
Quan Townsend es va fer càrrec dels Warriors, substituint a Sean Lineen, l'equip acabava de disputar el play-off de la Pro12 la temporada anterior, acabant en 4a posició de la lliga; el primer any al càrrec, Townsend va aconseguir acabar en 3a posició. La temporada 2013-14 els Warriors van acabar en 2a posició, arribant fins a la final dels play-off, on van perdre contra el Leinster, a Dublín. En la seva tercera temporada, la 2014–15, els Warriors van acabar en 1a posició a la Pro12 League, aconseguint batre al Munster en la final del play-off, convertint-se així en el primer equip escocès en aconseguir guanyar aquesta competició. Des de l'inici oficial de la Pro12, la temporada 2011-12, els Glasgow Warriors són l'únic equip de la competició que ha arribat als play-offs cada any.

## Toonie flip
Es coneix per Toonie flip la passada que Townsend va fer a Gavin Hastings, jugant amb la selecció escocesa, i que va permetre aconseguir la victòria en el darrer minut, per 21 a 23, contra França, el 1995 a París.

## Palmarès
Com a jugador
- 82 partits amb la selecció escocesa (+ 4 partits no comptabilitzats)
- 164 punts (17 assaigs, 8 transformacions, 14 penalts i 7 drops)
- Torneig de les Cinc Nacions (1): 1999

Com a entrenador
- Lliga cèltica de rugbi (1): 2014-15

## Honors
Townsend fou nomenat MEB el 1999 pels seus serveis al rugbi.